# Autostrada A7 (Włochy)
Autostrada A7 (Autostrada Kwiatów) (wł. Autostrada dei Fiori) – autostrada w północno-zachodnich Włoszech łącząca aglomerację mediolańską z Genuą.
Trasa początkowo biegnie przez nizinne rejony Lombardii i południowo-wschodniego Piemontu. Odcinek na południe od miejscowości Serravalle Scrivia prowadzący przez Alpy Liguryjskie jest bogaty w obiekty techniczne: tunele i wiadukty. Trasa na całej swej długości stanowi fragment magistrali E62. Autostrada A7 jest ważnym połączeniem Mediolanu i portów morskich Ligurii. Pierwszy odcinek autostrady (z Mediolanu do Serravalle) został oddany do użytku w roku 1935. Bezpłatną drogą alternatywną dla A7 jest droga krajowa SS35. Operatorami autostrady są dwie spółki: Autostrade per l’Italia (50 km. odcinek z Genui do Serravalle) oraz Milano Serravalle – Milano Tangenziali na pozostałej części trasy.
Autostrada A10 także nosi nazwę Autostrada Kwiatów, przez co obie trasy są mylone.